# Ornithopodium
Ornithopodium là một chi thực vật có hoa trong họ Đậu.